# Абаїл
Абаї́л (каз. Абайыл) — село у складі Тюлькубаського району Туркестанської області Казахстану. Адміністративний центр Джабаглинського сільського округу.
Населення — 328 осіб (2021; 340 у 2009, 218 у 1999, 310 у 1989).